# Лемпира (департамент)
Лемпи́ра (исп. Lempira) — один из 18 департаментов Гондураса. Граничит с департаментами: Окотепеке, Копан, Санта-Барбара, Интибука и государством Сальвадор.
Площадь — 4290 км²
Население — 323 500 чел. (2011)
Административный центр — город Грасьяс.

## География
Находится в западной части государства. В Лемпире находится самая высокая горная вершина страны — Серро-Лас-Минас.

## История
В колониальное время был важнейшим административным центром испанцев. До 1943 года департамент носил название Грасьяс, по названию одноимённого города, затем был переименован в честь индейского вождя Лемпиры, воевавшего против испанских конкистадоров в начале XVI века.
Выделен в отдельный департамент в 1883 году из департаментов Ла-Пас и Грасьяс.

## Муниципалитеты
В административном отношении департамент подразделяется на 28 муниципалитетов:
1. Белен
2. Вальядолид
3. Вирджиния
4. Грасьяс
5. Гуалкинс
6. Гуарита
7. Канделария
8. Кололака
9. Ла-Кампа
10. Ла-Игала
11. Лас-Флорес
12. Ла-Юнион
13. Ла-Виртюд
14. Лепаера
15. Мапулака
16. Пираера
17. Сан-Андрес
18. Сан-Франциско
19. Сан-Хуан Гуарита
20. Сан-Мануэль Колоете
21. Сан-Маркос-де-Кекин
22. Сан-Рафаэль
23. Сан-Себастьян
24. Санта-Крус
25. Тамбла
26. Талгуа
27. Томала
28. Эрандике